# Косметика

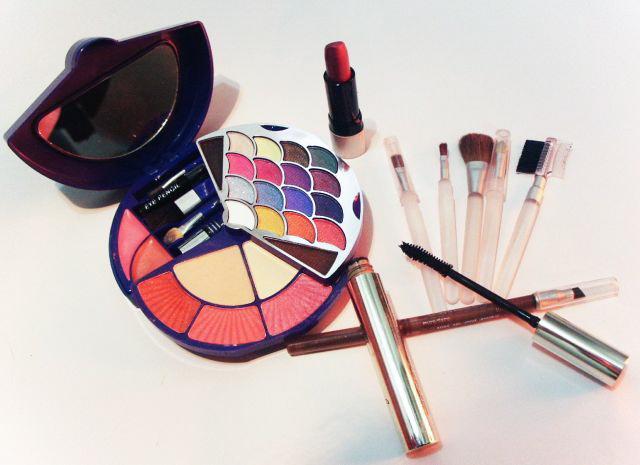
Предметы декоративной косметики

Косме́тика (от др.-греч. κοσμητική — «искусство украшать, наряжать», далее от κοσμητικός, κοσμέω) — учение о средствах и методах улучшения внешности человека. Косметикой также называют средства и способы ухода за кожей, волосами и ногтями, также ротовой полостью, применяемые с целью улучшения внешности человека, а также вещества, применяемые для придания свежести и красоты лицу и телу. Косметология — раздел медицины, разрабатывающий средства и мероприятия улучшения внешности человека (его кожи лица и тела) посредством маскировки или устранения дефектов кожи, применения пластических операций и др.
Косметика подразделяется на две основные группы: гигиеническая (мыло, лосьон и т. п.) и декоративная косметика (губная помада, тушь для ресниц и т. п.).
Слово «косметика» впервые было использовано в 1867 году, во время проведения Международной выставки в Париже, где парфюмерия и мыловаренная промышленность выставляли свою продукцию отдельно от фармацевтической. Вскоре симбиоз из парфюмерии и мыловарения превратился в отдельную отрасль, которую мы теперь называем парфюмерно-косметическая промышленность .
В каждой стране имеется свой собственный список косметики, закреплённый законодательным путём. Так, в некоторых странах мыло не относится к косметике. Food and Drug Administration даёт такое определение: косметика — это практически всё, что можно «втирать, наливать, рассыпать или распылять, вводить или другим образом наносить на человеческое тело… для очищения, украшения, повышения привлекательности или изменения внешности». В России в список косметики входят эфирные масла — основные инструменты ароматерапии.
Авторитетной организацией, классифицирующей косметические продукты, является CIDESCO — международный комитет по косметологии и эстетике. Именно эта классификация считается общепринятой и разделяет косметические продукты на сегмент: рынок товаров массового производства (mass market), рынок товаров средней категории (middle market), люкс, профессиональную и космецевтику.
В современном мире наметилась тенденция сближения косметики с фармацевтикой. Появляется новый вид косметики, представляющий собой смесь косметики и лекарств. Это направление получило название «космецевтика». Однако многие страны и, в частности США, считают это направление в развитии косметики опасным для здоровья человека, и требуют, чтобы производители чётко разделяли лекарства и косметику.

## История декоративной косметики

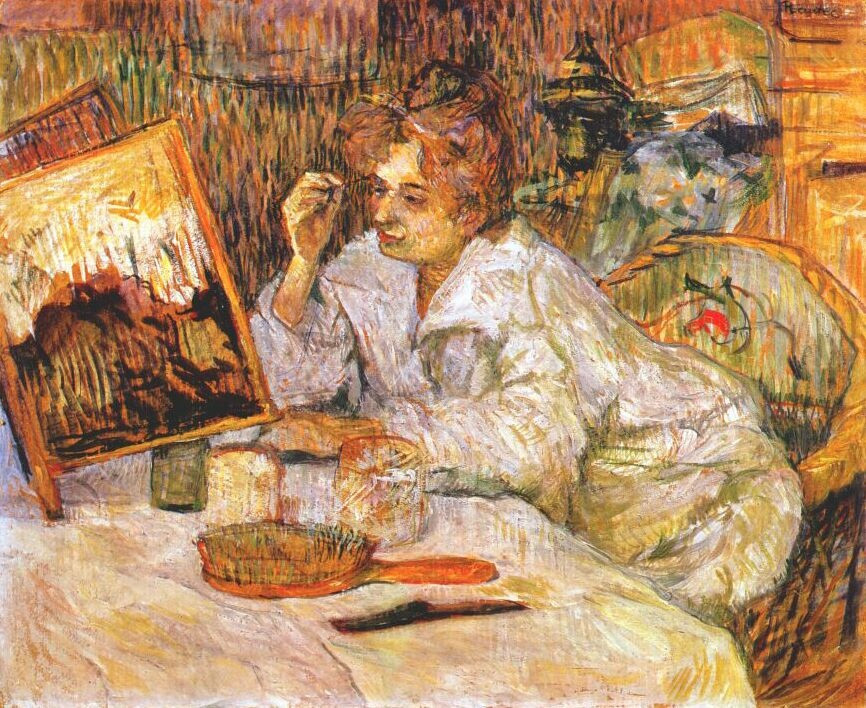
Тулуз-Лотрек. Женщина, ухаживающая за лицом (1889)

История косметики насчитывает не менее 7000 лет и присутствует почти в каждом обществе на Земле. Считается, что косметический боди-арт был самой ранней формой ритуала в человеческой культуре. Доказательством этому служат найденные красные минеральные пигменты (красная охра), в том числе цветные карандаши, связанные с появлением Homo sapiens в Африке. Согласно мнению социолога Эмиля Дюркгейма ‘первая форма искусства’ состояла из геометрических рисунков, нарисованных на священных предметах и на телах ритуальных исполнителей, эти рисунки несли в себе мудрость к ‘моральному единству’ участников. Как правило, по Дюркгейму, такие рисунки выполнялись в охре, веществе ‘столь же важном, религиозно’, как и кровь.
В Древнем Египте подведение глаз у фараонов не имело отношения к косметике, а было необходимым атрибутом защиты от злых духов. Подводя глаза, египтяне отгоняли духов, которые, как они считали, имеют обыкновение проникать в душу человека через глаза. Масляные ароматные конусы, которые египтяне носили на голове, также не имели отношения к косметике: живя во влажном и жарком климате, они таким способом защищались от лучей солнца и насекомых. Древние египтяне использовали ароматические масла и мази, чтобы очистить и смягчить свою кожу, защитить её от солнца и ветра и даже замаскировать запахи тела.
Косметикой пользовались и в Персии с древних времен. Кайял — это чёрный порошок, который широко использовался по всей Персидской империи. Его использовали в виде пудры или намазывали на веки по аналогии с подводкой для глаз.
Жители Древнего Рима хорошо разбирались в искусстве макияжа. Они активно использовали kohl (уголь) в качестве краски для век, фукус (focus), в основном, красного цвета, — для щёк и губ, воск — в качестве средства для удаления волос, ячменную муку и масло — для удаления прыщей, а пемзу — для отбеливания зубов. Они также красили волосы в чёрные или светлые цвета в зависимости от веяний моды.
Косметика в сегодняшнем понимании, как средство улучшения внешнего вида, появилась около полутора тысяч лет назад: древние греки возродили древнеегипетские традиции разрисовывать лицо, но уже не как нечто жизненно важное, а исключительно в эстетических целях. К IV в. до н. э. греки снимали волосы с тела, подводили брови, накладывали на лица тональные кремы белого цвета, красили губы, чистили зубы, жевали жвачки и окрашивали волосы в золотистые цвета. При рассмотрении минойских фресок, сосудов, предметов декора, можно понять, что женщины той эпохи широко пользовались косметикой: используя красную краску для губ, белую для лица, чёрную для глаз. А также использовали специальные пинцеты для выщипывания густых бровей. Вслед за ними другие народы занялись украшением внешнего вида. Сейчас мы называем этот процесс «макияжем» или «нанесением декоративной косметики».
В Европе в средневековый период было модно иметь бледные лица. Богатые люди, которым не было нужды работать на открытом воздухе и подвергать свои лица загару, подчёркивали своё благосостояние именно тем, что имели бледный цвет лица. Испанские проститутки, наоборот, красили лица в розовый цвет, подчёркивая тем самым своё отличие от бледнолицых женщин высшего общества. В XIII веке женщины, относившиеся к королевскому роду, пользовались губной помадой розового цвета для демонстрации их принадлежности к высшей власти.
В эпоху Итальянского Ренессанса у женщин было в моде красить лица свинцовыми белилами. Свинец вреден для здоровья людей, но в отличие от мышьяковой пудры, он не использовался в качестве отравляющего вещества. В то время в Италии была широко известна пудра под названием «Аква Тоффана» (Aqua Toffana), названная так по имени её создательницы — синьоры Тоффаны. Эта пудра предназначалась только для женщин из богатых семей. В контейнере с пудрой находилось приглашение клиентке посетить синьору Тоффану для получения инструкций по применению пудры. Во время визита женщины синьора Тоффана объясняла ей, что пудрить щеки следует только тогда, когда муж находится рядом. В результате при содействии синьоры Тоффаны шестьсот мужей отправились в мир иной.
В Англии Елизаветинской эпохи косметика считалась вредной для здоровья, поскольку бытовало мнение, что она не позволяет влаге испаряться естественным способом и препятствует нормальному выходу энергии. В период Французской Реставрации XVIII века красные румяна и губная помада олицетворяли собой страсть, неистовство, а их обладатели считались здоровыми жизнерадостными людьми. Так обстояло дело во Франции, однако многие люди в других странах негативно относились к чрезмерному пользованию косметикой. Нередко высказывались мнения, что накрашенные французы вызывают отвращение, поскольку им есть что скрывать.

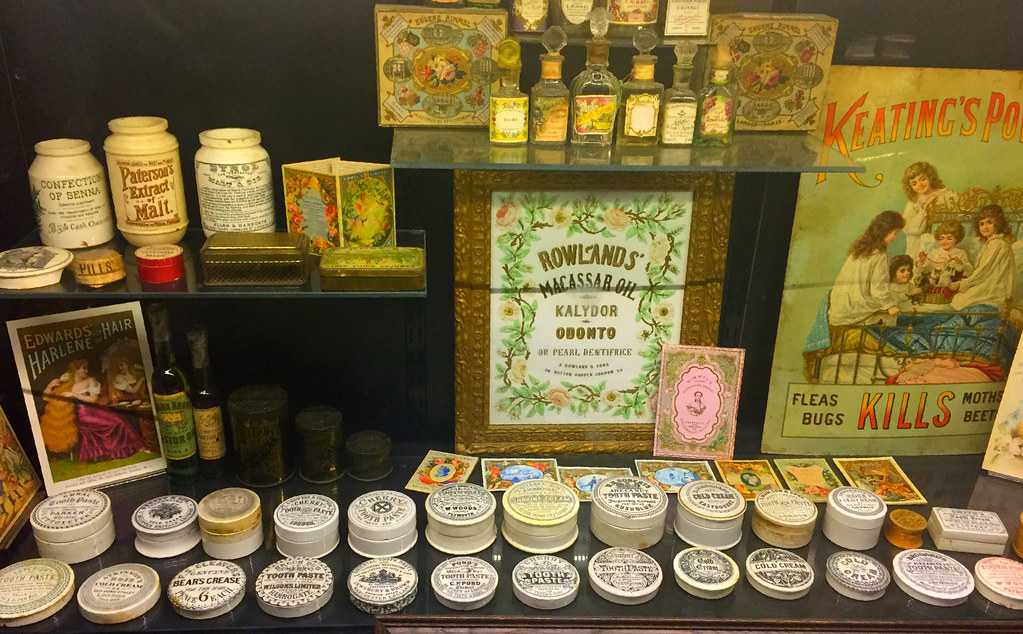
косметика Викторианской эпохи

В XIX веке декоративная косметика постепенно стала входить в повседневный обиход, то это были уже средства естественных тонов, при помощи которых лицам придавался здоровый румяный цвет. Но и тогда чрезмерное использование косметики воспринималось негативно и рассматривалось как греховное.
Викторианское бледное лицо оставалось в моде до 1920-х годов, вплоть до того времени, когда началось массовое производство и повсеместная торговля косметическими средствами. В 1960-х годах произошёл поворот в декоративном оформлении лица: вместо белых губ и египетского разреза глаз в моду вошли фантастические образы, например, нарисованная на лице бабочка. Такое «украшение» было в чести во время загородных прогулок высшего светского общества. Вплоть до конца 1970-х — начала 1980-х годов в моде оставались облики с ярко выраженной подводкой глаз самых разных цветов и оттенков. но и не только.

### Косметика в России
Женщины Древней Руси уделяли большое внимание уходу за кожей и нанесению декоративной косметики. Отличие от западных женщин состояло лишь в том, что каждому цвету они придавали магическое значение: одни цвета считались притягивающими любовь и удачу, другие, напротив, могли принести несчастье.
В качестве румян и губной помады использовался сок малины, вишни и свёкла. Глаза и брови подводили сажей. Лицо отбеливали пшеничной мукой. Шелухой лука красили волосы в золотистый цвет. Чтобы стать блондинкой, использовали смесь шафрана и ромашки. О коже лица русские женщины заботились очень трепетно. Использовали молоко, сметану, мёд, яичный желток, жир животных, а также огурцы, капусту, морковь, свёклу. Для отбеливания и избавления от веснушек применяли сок огурца или отвар петрушки. Настой василька использовался при жирной, пористой коже. Подорожник, крапива, мать-и-мачеха, корни лопуха служили для лечения перхоти и против выпадения волос.
Рецепты ухода за кожей были тщательно описаны. Так, в XII веке внучка Мономаха Зоя (Евпраксия) написала книгу «Мази», Трактат Евпраксии-Зои хранится в библиотеке Лоренцо Медичи во Флоренции. Полученный в 1955 году профессором Б. Д. Петровым микрофильм переведён и находится в Российской государственной библиотеке, где были собраны сведения не только о лечении различных заболеваний, но и приведены советы по уходу за волосами, за телом, перечислены средства от запаха изо рта и для чистки зубов. В известном в то время приложении к журналу «Московские ведомости» (издавался с 1756 года) «Экономический магазин», издававшейся в России с 1780 года, постоянно печатались различные рекомендации по уходу за внешностью и применению растительной косметики.
Промышленному выпуску косметики в России положила начало основанная в 1843 году в Москве фабрика Альфонса Рале. Она выпускала пудру, мыло «Тридас», губную помаду и духи. В 1846 году Рале разрешили печатать российский герб на своей продукции. Магазины его торгового дома находились в Москве, Петербурге, Харькове, Одессе. После прихода к власти большевиков фабрика Рале была переименована в парфюмерно-косметическую фабрику «Свобода».
В 1864 году в Москве была основана мыловаренная лаборатория Генриха Брокара. Дела пошли успешно, и вскоре фабрика стала выпускать духи и помаду. Брокар был возведён в ранг поставщика двора императорского величества. В 1878 году Брокар удостоился бронзовой медали на Всемирной выставке в Париже, а, позже, в 1889 году, получил Большую золотую медаль. После революции фабрику национализировали, и она продолжила работу под новым названием «Новая заря».
В 1885 году А. М. Остроумов изобрёл мыло от перхоти, которое сразу же завоевало большую популярность. За мылом последовал крем «Метаморфоза». После революции фабрика Остроумова была объединена с фабрикой Бодло и получила название «Рассвет».

## Основные косметические продукты
Косметическая продукция включает в себя:
- Кремы для кожи
- Лосьоны
- Парфюмерию
- Помады
- Лаки для ногтей
- Средства для макияжа глаз и лица
- Средства для химической завивки волос
- Краски для волос
- Зубные пасты
- Дезодоранты[15]

В отличие от лекарств, которые используются для лечения или профилактики заболеваний в организме, косметика не меняет и не влияет на структуру или функции организма.

### Декоративная косметика
Для лица
Для лица используются тональный крем, BB/CC-крем, пудра, они выравнивают тон лица и частично скрывают какие-либо изъяны. До нанесения тональной основы при необходимости используется база под макияж. Она нужна для выравнивания рельефа, повышения стойкости макияжа, коррекции цветовых несовершенств кожи. Для точечного скрытия недостатков используется консилер и корректоры. Для закрепления макияжа, матирования кожи, зрительного выравнивания тона используется пудра. Пудра выпускается в прессованном или рассыпчатом видах. Для визуального моделирования скульптуры лица существуют скульптор, бронзер, хайлайтер. С помощью них, например, можно сделать более заметными скулы, визуально изменить форму или размер носа. Румяна — это жидкий, кремовый или пудровый продукт, наносимый на центр щек с намерением добавить или усилить их естественный цвет.
Для глаз
Для макияжа глаз существуют тени, кремовые тени, тинты они позволяют визуально корректировать форму глаза, скрывать нависшее веко, а также просто используются для яркости образа в целом. Карандаш и подводка нужны в основном для рисования стрелок, также с помощью них визуально подчеркивают линию роста ресниц, оттеняют цвет радужки глаз. Тушь делает ресницы более длинными, объёмными, выразительными, также для всего этого можно использовать накладные ресницы.
Для губ
Для губ существуют помады и блески. Также используются специальные карандаши для губ, чтобы скорректировать форму губ и уплотнить цвет и добавить стойкости наносимому поверх средству.
Для бровей
Для бровей используются специальные карандаши, помады, гели.

### Косметика для ухода за кожей лица
Такая косметика подразделяется на виды, в соответствии с этапом ухода за кожей, для которого она предназначена. Выделяют следующие виды косметики для ухода: очищения, тонизирования, увлажнения, питания и защиты кожи. Также косметические средства можно подразделить в зависимости от типа кожи, для которого она подходит: нормального, сухого, комбинированного, жирного, проблемного.
Очищение — стандартный шаг в уходе за кожей. Очищение кожи включает в себя некоторые или все из этапов или косметических средств:
Очищающие или пенящиеся средства используются для удаления излишков грязи, жира и макияжа, оставшихся на коже. Различные очищающие продукты предназначены для разных типов кожи. Это такие средства, как гели, пенки, сливки, мицеллярная вода, двухфазные средства (растворы с маслами).
Очищающее масло или масляное очищающее средство — это раствор на масляной основе, который мягко эмульгирует натуральные масла кожи и удаляет макияж. После того, как кожа была очищена масляным очищающим средством, проводится второе очищение с использованием мягкого геля, молочка или крема для умывания, чтобы гарантировать удаление любых следов масляного очищающего средства с кожи. Часто в составе очищающего масла присутствуют гидрофильные масла, которые легко растворяются в воде, превращаясь в молочко, растворяя при этом себум и плотный макияж на силиконовой основе.
Тоники используются после очищения, чтобы удалить оставшиеся следы очищающего средства и восстановить pH кожи. Они также могут дополнительно увлажнять кожу. Обычно их наносят на ватный диск и протирают им кожу, но их можно распылить на кожу из пульверизатора. Тоники обычно содержат воду, лимонную кислоту, экстракты трав и другие ингредиенты. Некоторые тоники содержат активные ингредиенты и предназначены для определённых типов кожи, такие как: масло чайного дерева, салициловая кислота или гликолевая кислота.
Маски для лица — это обычно продукты кремовой консистенции, которые наносятся на кожу, а затем удаляются. Их наносят на сухое очищенное лицо, избегая попадания в глаза и рот. Как и другие косметические продукты, маски различаются по назначению и действию.
Маски на глиняной основе популярны из-за их подсушивающих, противовоспалительных свойств.
Отшелушивающие средства — это продукты, которые помогают удалить омертвевшие клетки с верхнего слоя кожи, чтобы улучшить внешний вид кожи. Это достигается либо с помощью слабых кислот или других химикатов для растворения старых клеток кожи, либо с помощью слегка абразивных веществ для их физического удаления. Отшелушивание также может помочь выровнять участки огрубевшей кожи, очистить закупоренные поры, чтобы предотвратить появление прыщей, а также улучшить внешний вид и помочь в заживлении шрамов. Отшелушивающие средства или эксфолианты делятся на физические и химические. Физические — это абразивные пилинги: соленые, сахарные, скрабы с молотыми косточками фруктов, кофе и т. п. Более деликатными считаются химические скрабы или маски-пилинги. Они аккуратно шлифуют поверхность кожи, а также обладают дополнительными полезными свойствами. Маски-пилинги обычно имеют гелеобразную консистенцию и содержат кислоты или отшелушивающие агенты, которые помогают отшелушивать кожу, а также другие ингредиенты для увлажнения, разглаживания морщин или коррекции неровного тона кожи. Их оставляют до высыхания, а затем аккуратно смывают. Их следует избегать людям с сухой или чувствительной кожей, поскольку они очень сушат. Такие химические эксфолианты включают азелаиновую кислоту, лимонную кислоту, уксусную кислоту, яблочную кислоту, миндальную кислоту, гликолевую кислоту, молочную кислоту, салициловую кислоту, папаин и бромелайн. Химические эксфолианты в основном относятся к категориям AHA, BHA, PHA или ферментов.
Тканевые маски — относительно новый продукт, который стал чрезвычайно популярным в Азии. Тканевые маски состоят из тонкого хлопкового или волокнистого листа с отверстиями для глаз и губ, вырезанным по контуру лица, на который тонким слоем наносятся сыворотки и средства для ухода за кожей; также эти салфетки могут быть пропитаны ухаживающим средством, например, содержащим гиалуроновую кислоту или кофеин и т.п. Маски подходят практически для всех типов кожи и кожных заболеваний. Такие маски более быстрые и удобные в использовании, менее пачкающие и не требуют специальных знаний для использования по сравнению с другими типами масок для лица.

## Состав косметики
Косметика состоит из различных ингредиентов, выполняющих определённые функции. Один и тот же ингредиент может обладать несколькими свойствами. Все ингредиенты делятся по группам:
- Абразивные вещества — материалы повышенной твёрдости, применяемые в массивном или измельчённом состоянии для механической обработки других материалов. Естественные абразивные вещества — кремень, наждак, пемза, корунд, гранит, алмаз и др.
- Поглотители (абсорбенты)
- Вещества против перхоти
- Противомикробные вещества
- Антиоксиданты — природные или синтетические вещества, замедляющие или предотвращающие окисление органических соединений. Применяются как для защиты самого косметического продукта от окисления, так и для защиты кожи от свободных радикалов, являющихся одной из причин старения кожи.
- Антистатики — вещества, понижающие статистическое электричество, применяются в шампунях и кондиционерах для волос.
- Связующие вещества — вещества, предназначенные для склеивания зёрен кварцевого песка и других наполнителей стержневой смеси или формовочной смеси.
- Биологические добавки — композиции биологически активных веществ.
- Отбеливающие вещества — помогают бороться с пигментацией кожи.
- Растительные компоненты — сюда входят растительные экстракты, масла и др. ингредиенты приносящие коже пользу.
- Буферное вещество
- Хелатообразующие — вещества, благодаря которым, возникают дополнительные неко-валентные связи в тех структурах, в которых атом водорода (или металла), связанный ковалентной связью, ориентирован между двумя электронодонорными фрагментами одной и той же молекулы, предоставляющими этому атому водорода (или металла) дополнительное электронное облако.
- Красители
- Денатуранты — это смеси этилового спирта (основа) с небольшим количеством метанола и керосина или других денатуратов в зависимости от законодательства страны. Денатурированный спирт или денатурат предназначается для различных технических и медицинских целей, но отнюдь не для изготовления каких бы то ни было спиртных напитков. Денатуранты можно также назвать промышленными спиртами, так как данные спирты используются исключительно в технических или промышленных целях.
- Вещества для удаления волос
- Эмоленты — вещества, смягчающие кожу и волосы.
- Эмульгаторы — стабилизаторы эмульсий, способствуют созданию однородной консистенции кремов.
- Пленкообразующие
- Пенообразующие
- Ароматизаторы (отдушки) — могут вызывать аллергию.
- Вещества, удерживающие влагу — способствуют увлажнению кожи.
- Контрастеры
- Окислители
- Пигменты
- Консерванты
- Различные газы
- Регенерирующие кожу ингредиенты — способствуют её восстановлению.
- Растворители
- Поверхностно-активные вещества или ПАВы — применяют в очищающих средствах и шампунях.
- УФ-фильтры — защищают кожу и продукт от солнечного излучения.
- Регуляторы вязкости — делает продукт более густым или наоборот жидким с флюидной текстурой.

При составлении рецептуры косметики учитываются многие аспекты: она должна привлекать покупателей своим ароматом и консистенцией, быть удобной и простой в использовании, а главное — исполнять своё основное предназначение — улучшать внешность, придавать свежесть и красоту лицу, телу, волосам, ногтям и т. д. Чтобы соблюсти все требования, в рецептуру добавляют множество веществ, которые не имеют отношения к её основному предназначению — уходу за внешним видом. Включение дополнительных веществ в состав косметики обусловлено исключительно маркетинговыми соображениями. К ним относятся антикоррозионные вещества, антистатики, связующие вещества, контрастеры, вещества, регулирующие вязкость. Добавление эмульгаторов, например, обусловлено необходимостью смешать несмешиваемые в природе вещества — жиры, масла и воду, в противном случае косметика не будет иметь товарный вид, будет растекаться и расслаиваться.
Основное назначение консервантов в составе косметики — предотвращение роста вредных микроорганизмов, которые могут привести к различным заболеваниям, а также чтобы косметика как можно дольше сохраняла свой товарный вид: не расслаивалась, не теряла консистенцию, не изменяла цвет и запах. Если в состав косметики входят вода и жир, в такую косметику добавляют обычно два консерванта — для защиты водной части и для защиты жировой части косметики. В качестве консервантов используют, в основном т. н. «парабены».
Исследования безопасности ингредиентов косметики можно изучить в CIR и Environmental Working Group, где даны ссылки на исследования ингредиентов.

## Косметическая промышленность
В XIX в. симбиоз из парфюмерии и мыловарения превратился в отдельную отрасль, то что сейчас называется парфюмерно-косметическая промышленность. 

Косметическая промышленность — потребительская отрасль здравоохранения, которая ориентирована на производство средств личной или эстетической гигиены (туалетное мыло, мази, кремы, пасты, красители для волос, помады и пр.) с использованием смесей природных или синтетических химических соединений. 

Промышленное производство парфюмерно-косметических изделий началось в конце XVII века во Франции, затем в Италии, Великобритании и др. странах. В России возникновение подобной промышленности относят к середине X{X в. (в 1843 г. в Москве была основана фабрика Товарищества Ралле (ныне фабрика «Свобода»), в 1860 — Петербургская технохимическая лаборатория (ныне фабрика «Северное сияние»), в 1864 — московская фабрика Товарищества Брокар (ныне «Новая Заря»).
Эта отрасль промышленности в СССР входила в пищевую промышленность; в СССР выпуск изделий П.-к. п. начался с 1922 на фабрике «Новая Заря», в 1950-е — 1960-е гг. построены крупные парфюмерно-косметические фабрики и предприятия в различных городах..
- Косметическая химия
- Коллоидная мельница

см. также: Категория:Производители косметики и парфюмерии, Категория:Торговые марки косметики, Категория:Ретейлеры парфюмерии и косметики.

### Тестирование на животных
В последние годы тестирование косметической продукции на животных становится негативным трендом. Такие тесты включают в себя общую токсичность, раздражение глаз и кожи, фототоксичность (токсичность, вызванную ультрафиолетовым светом) и мутагенность. Из-за этических проблем, связанных с испытаниями на животных, некоторые страны приняли законы против тестирования косметики на животных. В декабре 2009 года Европейский парламент и Совет приняли Регламент ЕС 1223/2009 о косметике — законопроект, регулирующий косметическую промышленность в ЕС. Постановление ЕС 1223/2009 вступило в силу 11 июля 2013 года. В марте 2013 года ЕС запретил импорт и продажу косметики, содержащей ингредиенты, протестированные на животных.
По данным Общества защиты животных США, на 2013 год, уже существовало около 50 тестов без использования животных, которые были утверждены для использования, эти тесты могут заменить тесты на животных и потенциально более эффективны. В США мыши, крысы, птицы и хладнокровные животные являются наиболее используемыми животными для тестирования. С 2018 года в штате Калифорния официально запрещена продажа косметики, испытанной на животных. На данный момент, ряд стран ввели запреты на тестирование косметики: в Европейском Союзе, Индии, Израиле, Новой Зеландии, Норвегии и других странах.
В Европейском Союзе обращение косметических продуктов и их безопасность являются предметом законодательства с 1976 года. Тестирование косметических продуктов на животных запрещено в ЕС с сентября 2004 года, а тестирование отдельных ингредиентов на животных, также запрещено законом с 2013 года. При всех видимых законодательных инициативах в отмене обязательного тестирования косметики на животных, специалисты отмечают, что альтернативные методы возможны не на всех видах парфюмерно-косметической продукции. На деле, в Европе, продукция проходит тестирование на животных на начальном этапе производства.
В 2019 году Китай одобрил девять методов тестирования косметики не на животных и объявил, что к 2020 году будут отменены законы, делающие тестирование на животных обязательным. На данный момент в Китае тестирование косметических ингредиентов на животных является обязательным. В марте 2019 года Сенат Австралии принял закон, запрещающий использование испытаний на животных в косметической промышленности после 1 июля 2020 года.
Лидерами среди стран по количеству используемых в экспериментах животных, на 2015 год, являлись: США, Япония, Китай, Австралия, Франция, Канада, Великобритания, Германия, Тайвань и Бразилия.
В России косметическая продукция подлежит обязательной сертификации соответствия требованиям технического регламента Таможенного союза о ТР ТС 009/2011 «О безопасности парфюмерно-косметической продукции». Токсикологические испытания проводятся как на животных, так и на альтернативных биологических моделях, проведенных в аккредитованных испытательных лабораториях. «Токсикологическая оценка проводится путем определения кожно-раздражающего действия и действия на слизистые (с использованием лабораторных животных), либо путем определения общетоксического действия (альтернативными методами In vitro)».
29 марта 2019 года в технический регламент Таможенного союза «О безопасности парфюмерно-косметической продукции» были внесены изменения, которые в некотором роде, смягчили требования к проведению исследований образцов продукции — установлены случаи, при которых допускается принятие декларации без проведения дополнительных или повторных испытаний.
Активисты проекта «Российская общественная инициатива» выступили с предложением № 1Ф54832 о «Принятии закона о запрете контроля качества парфюмерно-косметической продукции и её ингредиентов на животных». Поводом послужил законопроект ФЗ «О запрете контроля качества парфюмерно-косметической продукции и её ингредиентов на животных», который 9 марта 2017 г. был отклонен Комитетом по экологии и охране окружающей среды Госдумы РФ в связи с отрицательной оценкой Роспотребнадзора. Отклонение законопроекта было объяснено возможным возникновением трудностей «с осуществлением контроля за показателями безопасности» продукции, а также необходимостью осуществления «серьёзных финансовых вложений».

## Международная номенклатура косметических ингредиентов
Бурное развитие косметической промышленности потребовало упорядочить работу с ингредиентами, входящими в состав косметики. Этим занялась основанная в 1894 году организация — The Cosmetic, Toiletry, and Fragrance Association (ныне The Personal Care Products Council). CTFA принадлежит авторство Международной номенклатуры косметических ингредиентов. Первый словарь ингредиентов CTFA выпустили в 1973 году. Он включал всего 5 тыс. ингредиентов. Каждому был присвоен свой номер согласно «Chemical Abstract Service Registry» (CAS). В 1994 году было выпущено уже пятое издание словаря, который назывался International Cosmetic Ingredient Dictionary и содержал 6000 ингредиентов. В 2006 году выпущено 11 издание, но уже под названием Номенклатуры International Nomenclature of Cosmetic Ingredient (INCI), в которой содержалось более 13 тыс. ингредиентов (за 12 лет количество ингредиентов увеличилось больше чем в два раза).
В 2010 году было выпущено 13-е издание номенклатуры «International Cosmetic Ingredient Dictionary & Handbook», в которую включено уже 17,5 тыс. ингредиентов.
Многие страны требуют, чтобы ингредиентный состав средств по уходу за кожей был указан на продукте, используя международную номенклатуру косметических ингредиентов (INCI): 4 ингредиента перечислены в порядке их процентного содержания в продукте; натуральные ингредиенты перечислены на латыни, а синтетические ингредиенты перечислены по техническому названию.
В России не существует единого словаря косметических ингредиентов. Однако в законодательных актах упоминается INCI и даются следующие рекомендации: «По усмотрению изготовителя допускается указание списка ингредиентов в соответствии с международной номенклатурой косметических ингредиентов (International Nomenclature of Cosmetic Ingredients, INCI) с использованием латинской графической основы».

## Требования безопасности
Международная организация по стандартизации (ISO) опубликовала новые рекомендации по безопасному производству косметических продуктов в соответствии с режимом надлежащей производственной практики (GMP). Регулирующие органы в нескольких странах и регионах приняли этот стандарт ISO 22716: 2007. Стандарт ISO 22716 обеспечивает комплексный подход к системе управления качеством для тех, кто занимается производством, упаковкой, тестированием, хранением и транспортировкой конечных косметических продуктов. Стандарт касается всех аспектов цепочки поставок: от ранней поставки сырья и компонентов до отгрузки конечного продукта потребителю.
23 сентября 2011 года Комиссия Таможенного союза приняла технический регламент Таможенного союза «О безопасности парфюмерно-косметической продукции» (ТР ТС 009/2011) в целях защиты жизни и здоровья граждан, имущества физических или юридических лиц, государственного или муниципального имущества и предупреждения действий, вводящих в заблуждение приобретателей, который устанавливал:
1) правила идентификации парфюмерно-косметической продукции;
2) требования к парфюмерно-косметической продукции;
3) требования к потребительской упаковке и маркировке парфюмерно-косметической продукции;
4) требования к процессам хранения, перевозки и утилизации;
5) правила и формы оценки соответствия парфюмерно-косметической продукции требованиям настоящего Федерального закона.
Статья 5. Требования к парфюмерно-косметической продукции (Технический регламент Таможенного союза).
Безопасность парфюмерно-косметической продукции обеспечивается совокупностью требований:
1. к составу;
2. к физико-химическим показателям;
3. к микробиологическим показателям;
4. к содержанию токсичных элементов;
5. к токсикологическим показателям;
6. к клиническим (клинико-лабораторным) показателям;
7. к производству;
8. к потребительской таре;
9. к маркировке продукции.

В США контролем над безопасностью ингредиентов, входящих в состав косметики, занимается Управление по контролю за продуктами питания и лекарствами (Food and Drug Administration, FDA). Под контролем правительства США было задокументировало более 10,5 тыс. ингредиентов косметических продуктов, но только небольшой процент этих химических веществ был проверен на безопасность. Из тех, что были протестированы, некоторые были идентифицированы как канцерогены (вызывает рак), тератогены (вызывает врожденные дефекты) и репродуктивные токсиканты (повреждает способность к размножению).
Независимая организация Cosmetic Ingredient Review (CIR) призвана следить за тем, чтобы токсичные для организма ингредиенты не были включены в состав косметических средств. С 1976 года CIR было проверено около 2 тысяч ингредиентов. 

Проверкой безопасности ароматических добавок (отдушек) в составе косметики и парфюмерии занимается другая организация — International Fragrance Association (IFRA). 

В России таких организаций нет.

## Опасные и бесполезные ингредиенты в составе косметики
Вредные ингредиенты и примеси в косметике встречаются значительно чаще, чем хотелось бы, а некоторые из них представляют реальную угрозу для здоровья.

### Небезопасные ингредиенты
Список некоторых небезопасных ингредиентов косметики:
- Хлорацетамид (консервант) — из-за вероятности развития аллергических реакций.
- Этоксиэтанол и ацетат этоксиэтанола (растворитель) — из-за репродуктивной токсичности.
- P-Гидроксианизол (антиоксидант) — из-за депигментации кожи.
- Пирокатехол (используется в волосах) красители и препараты для ухода за кожей) — из-за канцерогенного и сопутствующего канцерогенного действия.
- Гексахлорофен (hexachlorophene) — из-за его нейротоксического эффекта и способности проникать через кожу человека гексахлорофен (HCP) может использоваться только в том случае, если альтернативный консервант не доказан как эффективный. Концентрация HCP косметического средства не может превышать 0,1 %, и его нельзя использовать в косметике, которая при обычном использовании может наноситься на слизистые оболочки, например на губы[50].
- Пропелленты (полностью галогенированные хлорфторалканы) (chlorofluorocarbon propellants) — в косметических аэрозольных продуктах, предназначенных для домашнего потребления, запрещены.
- Галогенированные салициланилиды (Ди-, три-, метабромсалан и тетрахлорсалициланилид) (Halogenated salicylanilides (di-, tri-, metabromsalan and tetrachlorosalicylanilide). Они запрещены в косметических продуктах, потому что могут вызвать серьёзные кожные заболевания[51]
- Битионол (bithionol) — может вызывать фотоконтактную чувствительность, канцерогенность для животных и вероятная опасность для здоровья человека. Винилхлорид — в качестве ингредиента аэрозольных продуктов из-за его канцерогенности.
- Цирконийсодержащие комплексы — в аэрозольных косметических продуктах из-за их токсического действия на легкие, включая образование гранулем. Хлористый метилен (methylene chloride) — может вызывать канцерогенность для животных и представляет вероятную опасность для здоровья человека[50][51].

Также имеют доказанное негативное влияние на здоровье: 1,4-диоксан, нитрозамины и химические вещества, которые влияют на эндокринную и гормональную системы.

#### Диоксан (1,4-диоксан)
Это вещество является хорошо известным канцерогеном (веществом, вызывающим раковые заболевания). 1,4-диоксан был получен случайно, как нежелательный побочный продукт при производстве некоторых косметических ингредиентов — когда две молекулы оксида этилена соединяются во время побочной химической реакции. Прежде чем использовать ингредиент в косметике, это химическое соединение необходимо тщательно удалить посредством выпаривания в вакууме. Оксид этилена также применяется в косметике как поверхностно-активное вещество, эмульгатор и пленкообразователь. В составе косметики его можно выделить по названию: PEG, полиэтиленгликоль, полиоксиэтилен, а также химические вещества с окончанием «-эт» (например, семейство лаурет) или «-оксинол»..

#### Нитрозамины
Нитрозамины, иначе называемые N-нитрозосоединения, являются агрессивными канцерогенами, способными проникать в организм человека через кожу. Они не используются в качестве ингредиентов для косметических средств, как, например, диоксан. Они могут образовываться случайно во время получения отдельных ингредиентов, либо при взаимодействии двух абсолютно безопасных ингредиентов в составе конечного продукта. Даже химические вещества, выделяемые кожей человека, могут вступать в реакцию с ингредиентами, в результате чего образуются нитрозамины. Известно, что некоторые ингредиенты являются нитрозирующими веществами, например: нитрит натрия, используемый в качестве ингибитора коррозии, некоторые краски для волос, консерванты, такие, как 2-бром-2-нитропропан-1,3-диол (БНПД; бронопол) и 5-бром-5-нитро-1,3-диоксан (бронидокс; С Bronidox). Поэтому известные производители косметики не используют данные ингредиенты в составе косметики. Однако указанные вещества можно встретить в составе косметики, которая производится на постсоветском пространстве.

#### Эндокринологические побочные эффекты
В современном индустриальном обществе в окружающую среду выбрасывается большое количество химических соединений, которые оказывают негативное влияние на здоровье человека, и, в частности, на эндокринную систему и гормональный фон организма в целом. Эти вещества получили название ксеноэстрогенов. Они попадают в косметические средства и пищевые продукты из пластиковых упаковок. Ксеноэстрогены также входят в состав моющих средств в виде поверхностно-активных веществ и антиоксидантов, используются в очищающих средствах, косметических препаратах, туалетных принадлежностях и пищевых продуктах. Например, BHA (бутилированный гидроксианизол, Butylated hydroxytoluene) используется в качестве антиоксиданта. Вещества, относящиеся к группе фталатов: дибутилфталат, ди-2-этилгексилфталат, ди-изопропилфталат и бензилбутилфталат. Опасность их состоит в том, что они имеют особенность накапливаться в тканях человеческого тела, и с течением времени уровень их содержания становится все выше и выше, что может отразиться на работе эндокринной системы.

### Бесполезные и малоэффективные компоненты

#### Коэнзим QиВитамин C
Активно используются в омолаживающей косметике и так же активно рекламируются её производителями, как эффективные ингредиенты в борьбе с морщинами. Однако, эти вещества довольно быстро разрушаются под воздействием окружающей среды, поэтому в глубокие слои кожи их проникает очень мало.

## Болезни, вызываемые косметикой
Косметика — это то, что мы наносим на кожу и волосы. И часто при наружном применении того или иного средства, в организм попадают вредные и токсичные элементы, это происходит потому, что при нанесении любых веществ на кожу, они беспрепятственно попадают в организм. Environmental Working Group (американская исследовательская организация, занимающаяся исследованиями продуктов питания, косметических средств, питьевой воды на токсины) провела исследования, в ходе которых обнаружила 146 косметических ингредиентов, потенциально опасных для здоровья человека. Также было отмечено, что 80 % всех косметических средств содержат указанные ингредиенты. В пользу теории о негативном влиянии косметики на здоровье человека, говорит тот факт, что на одного мужчину, болеющим тиреодитом Хашимото приходится семь женщин. Мужчины используют меньшее количество средств по уходу за собой, ежедневное употребление косметики может быть причиной того, что аутоиммунными заболеваниями эндокринной железы значительно чаще страдают женщины.

### Чувствительная кожа
Многие женщины, полагающие, что у них аллергия на косметические средства, на самом деле страдают от раздражения, вызванного одним или группой химических веществ, входящих в состав косметических средств. Исследования, проведённые в ЕС, показали, что 42 % женщин считают, что у них чувствительная кожа. Если кожа быстро реагирует на применение косметических средств, содержащих раздражающие компоненты, то можно с уверенностью сказать, что это чувствительная кожа. Нередко такие проявления, как зуд, красные пятна, а иногда и сыпь (крапивница), быстро проходят, если поражённый участок помыть водой или успокаивающим лосьоном. Как правило, чувствительность кожи провоцируют ароматизаторы и красящие химические вещества, а также консерванты, солнцезащитные фильтры и многие другие, как натурального, так и синтетического происхождения.
Чувствительность кожи также бывает и врождённая. Для такой кожи характерен светлый тон, тонкость эпителия; видимая и ощутимая организмом реакция на изменение температуры окружающей среды (покраснение, покалывание), а также ультрафиолет (как правило, такая кожа вырабатывает сравнительно небольшое количество меланина, вследствие чего быстро краснеет под прямыми лучами солнца).

### Аллергия
Аллергическая реакция возникает тогда, когда иммунная система организма вступает в реакцию с веществом, которое обычно не вызывает таких реакций у других людей. Симптомами аллергии являются: зуд, образование опухолей на коже, сыпь. Появления простых аллергических реакций можно избежать, если прекратить пользоваться косметическими средствами, вызывающими негативный эффект. Определить такие средства можно, только проконсультировавшись у врача или в результате проведения кожной аллергической пробы.
По данным Американской академии дерматологии аллергия на какое-либо косметической средство возникает у каждого десятого человека. Спровоцировать кожную аллергическую реакцию могут 3000 веществ, используемых в косметических продуктах.

### Акне и комедоны
Угри с чёрными головками возникают тогда, когда волосяные мешочки или сальные железы кожи оказываются заблокированными жирной смесью, состоящей из кожного сала (натуральный кожный жир) и кератина (грубый волокнистый белок, который покрывает кожу, волосы и ногти). Эта смесь затвердевает и превращается в пробку, которая при соприкосновении с воздухом приобретает чёрный цвет. Если в такие пробки попадают бактерии и обретают способность размножаться, то угри с чёрными головками становятся инфицированными и образуются красные прыщи — акне. Одной из причин возникновения акне являются масляные или жирные вещества, которые проникают в поры кожи вместе с косметикой и закупоривают их.

## Натуральная косметика: стандарты
Клинические и лабораторные исследования выявили активность многих натуральных ингредиентов, которые потенциально полезны для личного ухода за кожей, но существует нехватка убедительных доказательств эффективности натурального продукта при медицинских проблемах.
1 сентября 2009 года Европейские сообщества при участии BDIH (Германия), Bioforum (Бельгия), Cosmebio & Ecocert (Франция), ICEA (Италия) и Soil Association (Великобритания) приняли стандарт (Cosmos-standard) натуральной косметики и косметики «органик».
В состав натуральной косметики и косметики «органик» должны входить пять видов ингредиентов: вода, природные минералы, растительные ингредиенты, которые получают физическими и химическими методами, а также другие группы ингредиентов.
Производители косметики, которые заявляют о своей продукции как о натуральной, обязаны предоставлять следующую информацию: происхождение и способ получения ингредиентов, полный состав косметики, условия хранения, производства и вид и качество упаковки, состояние окружающей среды, различные сертификаты соответствия.
Запрещено включать в состав натуральной и «органик» косметики наноматериалы, использовать сырье из генетически модифицированных продуктов, радиоактивные вещества. Также запрещено тестировать косметику на животных. Однако такое тестирование ингредиентов разрешено, исходя из законов страны-производителя.
Для отнесения того или иного ингредиента к категории «натуральный» или «органик» используются специальные формулы, где учитывается соотношения: качество сырья, способ получения ингредиента и другие показатели. В результате каждому ингредиенту присваивается определённое цифровое значение — баллы.
Для того, чтобы продукция определённого бренда была сертифицирована как «органик» или как «натуральная», 95 % всех используемых в составе натуральных ингредиентов должны быть произведены физическими методами и не меньше, чем 20 % косметики одного бренда должно иметь сертификаты «органик». Исключение составляет быстро смываемая косметика (rinse-off — например, очищающие средства), лосьоны и пудра. Не меньше 10 % такого вида косметики может быть сертифицировано как «органик».
Также в Cosmos-standard подробно описана тара, в которой органическая косметика может храниться. В частности, запрещено хранить такую косметику в пластиковой таре.
Отличительным знаком для натуральной косметики и косметики «органик» является маркировка косметики обозначениями: «Cosmos-Organic» или « Cosmos-Natural». В названии косметики не допускаются обозначения типа «organic shampoo» и т. п. Правильное написание: «Shampoo with organic jojoba oil».
Стандарт Ecocert (Франция) гарантирует, что:
- При производстве продукции используется экологически чистое сырье (полученное без применения пестицидов, химических удобрений, регуляторов роста).
- Производственный процесс не наносит вреда окружающей среде.
- Продукция на 95 % состоит из натуральных компонентов и не имеет в своём составе парабенов, феноксиэтанола, ГМО (генетически модифицированных организмов), минеральных масел, парафина, вазелина, синтетических отдушек и красителей и других вредных веществ.

Натуральные ингредиенты не являются синонимом безопасных, и поэтому, будучи противоположностью синтетически произведенным продуктам, они могут иметь большую вариабельность в содержании. Чистое химическое смешивание может значительно минимизировать загрязнение, в то время как производство продуктов из природных ресурсов никогда не может полностью иметь стабильную консистенцию от партии к партии, а биологические добавки могут вызвать негативные реакции у пользователя. В 1994 году Управление по санитарному надзору за качеством пищевых продуктов и медикаментов опросило 1687 потребителей в возрасте от 14 лет и старше. Почти половина этих потребителей считали, что продукт, претендующий на «натуральность», должен содержать только натуральные ингредиенты. Однако, хотя Министерство сельского хозяйства США (USDA) определило в рамках своей конкретной области регулирования органические продукты, Управление по контролю за продуктами питания и лекарствами США (FDA) не признает такого определения натуральных продуктов. Соответственно, в США нет никаких юридических определений для рекламы терминов " натуральный «или» органический " в средствах личной гигиены. Некоторые органические продукты, которые обозначаются как органические, могут быть интенсивно модифицированы, иногда значительно больше, чем обычные продукты.
В России нет чёткого определения, что собой представляет «натуральная» или «органическая»-косметика. На данный момент существует единственный российский стандарт для натуральной косметики — Bio.Rus, его правила менее жёсткие, чем у основных международных стандартов.